# Роботи і дні

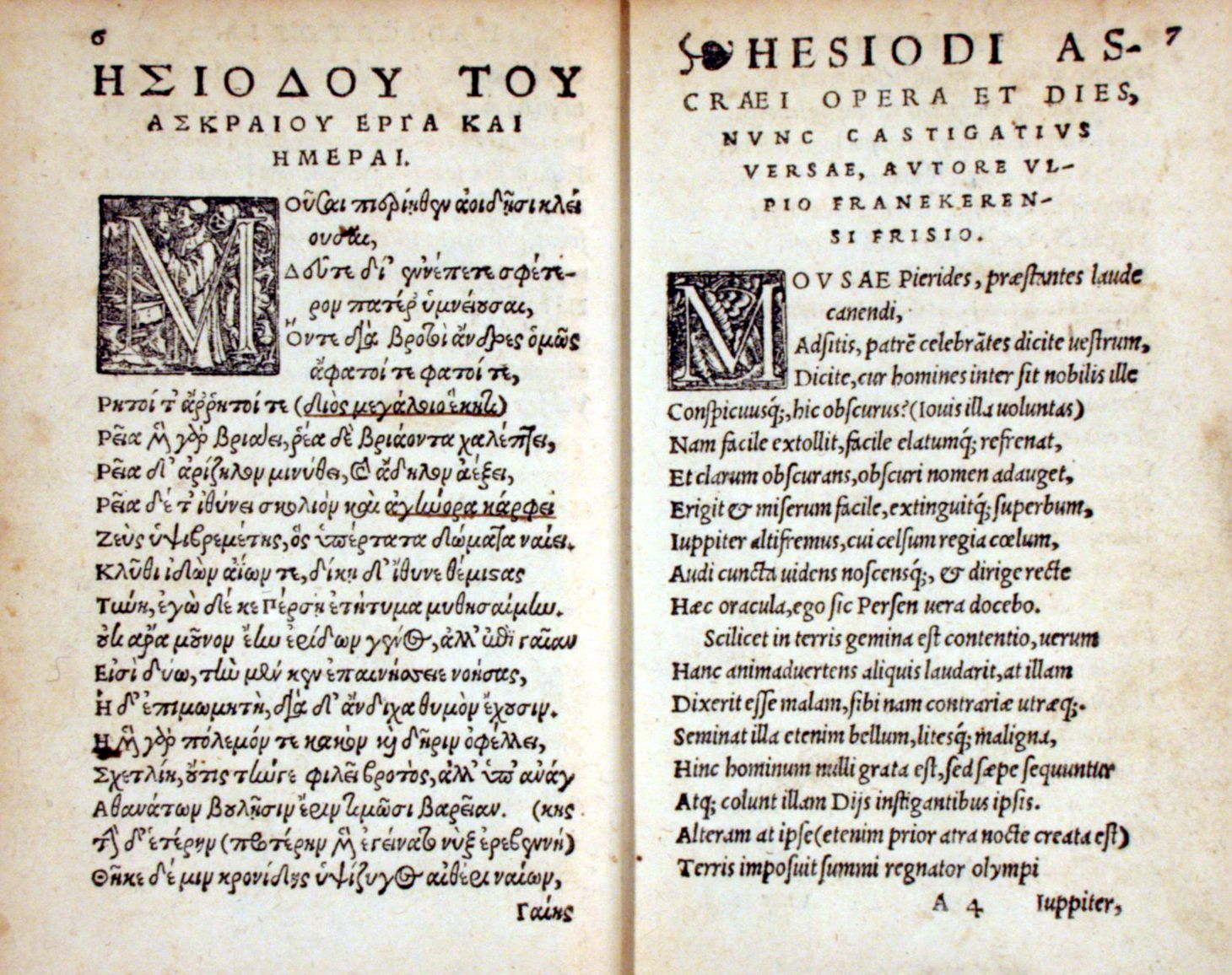
Перша сторінка видання «Роботи і днів» старогрецькою мовою з паралельним латинським перекладом. — Базель, 1539.

«Роботи і дні» (дав.-гр. Ἔργα καὶ Ἡμέραι) — поема давньогрецького поета Гесіода, один з класичних творів античної літератури. Вважається першим твором дидактичного жанру в давньогрецькій літературі .
Цікавою є творча історія поеми. Гесіод мав підступного легковажного брата Перса, удвох із яким після смерті батька вони мали успадкувати по половині батькової землі. Проте Перс підкупив суддів і відібрав у Гесіода більшу частину батьківщини, яку негайно пустив за вітром. Через певний час ситуація повторилася, і через хабарництво суддів Гесіод позбувся ще однієї частини своєї спадщини, до того ж, буцімто, Перс ще й погрожував повторити своє крутійство. І Гесіод вирішив оформити свої повчання шалапутному братові у вигляді дидактичної поеми. А оскільки поет постраждав через продажність суддів і можновладців, то в його творі поруч із постійними повчальними звертаннями до Перса явно відчутне вкрай негативне ставлення суддів-хабарників і можновладців-"дармоїдів", оскільки вони не заробляють собі на прожиток чесною працею, а проїдають надбане іншими.

## Зміст
«Роботи і дні» написані у формі звернення Гесіода до свого брата Перса із залученням міфологічних, етичних та практичних господарських знань.
У «Працях і днях» виділяють наступні компоненти:
- Звернення до Муз (1-9);
- Звернення до брата (10-41);
- Розповідь про Прометея і Пандору (42-105);
- Розповідь про зміну діб (золоту → срібну → мідну → доба героїв → залізну) (106—201);
- Байка про слабкого і сильного, солов'я і яструба (203—212);
- Друге звернення до брата (213—224);
- Розповідь про два міста (225—273);
- Третє звернення до брата. Заклик передбачати результат своїх дій (274—341);
- Третє звернення до брата. Особисті стосунки (342—380);
- Практичні поради щодо досягнення достатку (381—694);
- Поради щодо вибору дружини (695—705);
- Інші поради (706—764);
- Народний календар (765—828).

Поема Гесіода «Роботи і дні» складається з моральних повчань і практичних порад щодо різних господарських робіт. До неї також увійшов перелік  «щасливих» та  «нещасливих» днів.
Поет звертається  до такого землероба, який вже має ділянку землі, хату з добром,пару волів. Але він ще не такий багатий, щоб придбати одного-двох рабів, у нього навіть немає наймитів, яких, радить Гесіод, слід залучати до робіт лише у короткий період жнив, щоб зібрати врожай швидко і без усяких втрат. Отже, головним знаряддям праці цього селянина стають його власні руки та руки його домочадців. Гесіод уважає працелюбність чи не найголовнішою доброчесністю людини. І навіть попри пануючу в суспільстві несправедливість, невідповідність витрачених зусиль плодам роботи, поет усе ж бачить вихід у важкій і часом невдячній, але чесній праці.
Поему «Роботи й дні» можна умовно розбити на чотири частини. У першій (1—212) Гесіод після звернення до брата розповідає йому кілька притч і одну байку, мораль яких — у світі панують несправедливість, неправда, і людські справи на землі безперервно погіршуються. Друга частина поеми, яку можна назвати «Поради» (213— 380), прославляє правду, без якої люди не можуть жити. Інша справа, що в буденному житті вона дуже часто порушується «царями-дароядцями», але поет нагадує, що безсмертні боги пильно стежать за їхніми діями, «Зевсове око все бачить і всякую річ примічає». Ідея справедливості стає у Гесіода вищим етично-моральним принципом.Тема основної, третьої, частини поеми (382—764) охоплюється першою половиною її назви — «Роботи». Йдеться про ті роботи, що їх повинен виконати селянин протягом чотирьох сезонів року. Гесіод не обіцяє Персові легкої праці й великих успіхів, навпаки, попереджає про важкі умови сільськогосподарських робіт. Але це єдиний засіб «з голодом більше не знатись», єдина можливість досягти добробуту. Говорячи про роботи, Гесіод має на увазі виключно сільський труд, навіть не згадуючи про працю ремісників численних професій, яких у Греції на той час уже було багато.Як і попередня, третя частина також містить ряд повчально-афористичних сентенцій, декотрі з яких є, мабуть, народними прислів’ями. У заключній, четвертій, частині поеми (765—828) розгортається тема, пов’язана з другою половиною назви — «Дні». Посилаючись на судження народу, Гесіод перелічує дні, щасливі й не щасливі для початку тієї чи іншої роботи. Визначені завдяки спостереженням багатьох поколінь, ці дні в стародавні часи були єдино відомим своєрідним календарем для землеробства, який зумовлював порядок сільських робіт.
Завдяки поемі «Роботи і дні» Гесіода вважають основоположником дидактичного (повчального) епосу. Він надихнув багатьох письменників до створювання нових притч та байок. Так саме в поемі «Роботи і дні» ми знаходимо першу в європейській літературі байку — «Притчу про яструба і солов'я». Сюжет її простий - це діалог "сильного і слабкого": Соловей потрапив у пазурі до Яструба, тож кричить від болю та вмовляє відпустити його. Проте Яструб йому відповідає, що з-поміж них сильнішим є саме він, Яструб, а тому, якщо схоче - то відпустить солов'я, а не схоче - то й задушить. Розшифрувати цю алегорію неважко: Яструб озвучує погляди знахабнілих, упевнених у своїй силі можновладців, а Соловей - скарги простих людей, часто безсилих щось удіяти проти явної несправедливості з боку перших. Саме в "Притчі про яструба і солов'я" ми бачимо зародження майбутнього стрижневого ("традиційного") мотиву світової літератури, який геніально продовжили Езоп ("Вовк і ягня") та безліч його послідовників. Не менш важливим є те, що саме Гесіод започаткував мотив поступового погіршення людства, або зміни діб(віків,епох) від кращої до гіршої(від «золотої доби» до «залізної доби»).

## Значення
«Роботи і дні» — одне з найважливіших джерел з вивчення дофілософській думки Стародавньої Греції. У творі міститься ряд ідей, які використовувалися пізнішими авторами.
«Роботи і дні» мали велике значення для формування антропоцентричного світогляду в Давній Греції. Завдяки властивому раціоналізму і акценту на описі життя людей поему називають «абсолютно світським видом епосу»
У поемі також вперше зафіксовано назву зірки Сіріус.

### Міфи про Прометея і Пандору
Міфи про викрадення вогню Прометеєм і про Пандору міститься також в «Теогонії» Ім'я Пандори в «Теогонії» не називається, але сам міф в загальних рисах присутній, причому в «Працях і днях» розповідь про Пандору подана в повнішому вигляді. У «Працях і днях» Гесіод представляє Прометея не як героя, а як негативного персонажа, який своїми діями накликав гнів Зевса на людей.

## Видання
- Гесіод. Підрядковий переклад поем з грецької та прим. Г. Властова. — СПб., 1885. — 280 с. (Роботи і Дні. Теогонія. Щит Геракла)
- Гесіод. Роботи і дні. Землеробська поема. / Пер. В. Вересаєва. — М.: Надра, 1927. — 88 с. — 2000 екз.
- Гесіод. Повне зібрання текстів. Поеми (Теогонія. Праці і дні. Щит Геракла). Фрагменти (Перелік жінок або Еоі. Великі Еоі. Весілля Кеіка. Мелампод. Зішестя Піріфоя. Ідейскіе Дактилі. Настанови Хірона. Великі праці. Астрономія. Егімій. Горнило або Гончарі). / Переклад фрагментів О. П. Цибенко, вступ. ст. В. Н. Ярхо, комм. О. П. Цибенко та В. Н. Ярхо. (Серія «Антична спадщина»). — М.: Лабіринт, 2001. — 256 с.